# Wendensche Kreispost

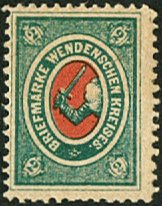
Postzegel uitgegeven door de Wendensche Kreispost in 1875. De arm met het zwaard was het wapen van het district Wenden

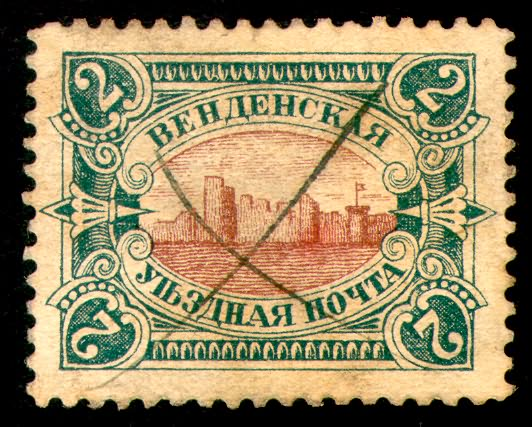
Postzegel uitgegeven door de Wendensche Kreispost in 1901, met de gebruikelijke penvernietiging. De zegel laat de burcht van Wenden zien

De Wendensche Kreispost was een postdienst voor de stad Wenden en omgeving, gelegen in de provincie Lijfland van het Keizerrijk Rusland. De stad heet tegenwoordig Cēsis en ligt sinds de opheffing van de Sovjet-Unie in Letland.
De postdienst was actief tussen 1862 en 1903 en bediende vooral de grootgrondbezitters rond de stad. Omdat die Duitstalig waren, was de voertaal bij de postdienst ook Duits. De postdienst gaf eigen postzegels uit, eerst met Duitse, later, toen de tsaar wilde proberen Lijfland te russificeren, met Russische teksten.
Hoewel het gemeentebestuur van Wenden niet de bevoegdheden van een Zemstvo had, worden de postzegels van de Wendensche Kreis doorgaans ingedeeld bij de zemstvozegels.

## Organisatie

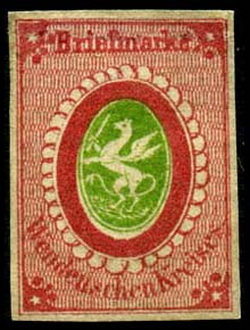
Postzegel uitgegeven door de Wendensche Kreispost in 1864. De griffioen komt uit het wapen van Lijfland

De postdienst was een aanvulling op de Russische postdienst, die alleen in de stad, en niet op het platteland, brieven bezorgde. Toen de Russische postdienst dat wel ging doen, werd de Kreispost dan ook opgeheven.
De brieven die met de lokale postzegels waren gefrankeerd, werden door de postbode meegenomen op zijn ronde langs de landgoederen en direct door hem bezorgd. Ze kwamen dus zelden langs een postkantoor. De postzegels zijn dan ook zelden met een stempel vernietigd, maar meestal met een kras van de pen die de postbode bij zich had.

## Tarieven

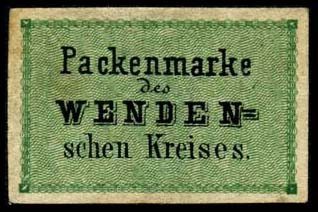
Pakketzegel van de Wendensche Kreispost van 1863

Een brief tot één lot (12,8 gram) binnen het gebied van de Kreis kostte 2 kopeken. Die waarde hebben dan ook bijna alle postzegels van de Kreispost. Voor iedere lot meer kwam daar 2 kopeken bij.
Het was ook mogelijk poststukken voor bestemmingen buiten de Kreis aan de postbode mee te geven. Dan betaalde de afzender het normale Russische tarief voor zo’n poststuk (in de tijd dat de Kreispost actief was, was dat eerst 10 kopeken, later 8 kopeken en ten slotte 7 kopeken voor een brief, en eerst 5 kopeken, later 4 kopeken en ten slotte 3 kopeken voor een briefkaart). Dat porto moest hij voldoen in normale Russische postzegels. Daarnaast moest hij een zegeltje van 2 kopeken van de Kreispost plakken. Als de afzender het poststuk binnen de stad bij het postkantoor inleverde of in een brievenbus gooide, was een zegeltje van de Kreispost niet nodig. Het ging echt om een toeslag voor het inschakelen van de postbode.
Als een poststuk is gefrankeerd met een Russische en een Wendense zegel, is de Russische doorgaans vernietigd met een stempel en de Wendense met de pen.
De postdienst nam naast brieven ook pakjes mee. Daarvoor waren speciale postzegels. Een pakje kostte 4 kopeken. De zegels werden soms doormidden geknipt, zodat de helften te gebruiken waren voor een brief. Dat mocht.